# Heavy on My Heart
A Heavy on My Heart Anastacia amerikai énekesnő negyedik, utolsó kislemeze harmadik, Anastacia című stúdióalbumáról. 2005 elején jelent meg, csak Európában és Ausztráliában, és a top 20-ba került a slágerlistán Magyar-, Német-, Olasz- és Spanyolországban. A szövege az énekesnő mellrákkal való küzdelméről szól. Mint azt a kislemezen hallható szöveges üzenetből tudni, a dal bevételeit Anastacia a mellrák elleni küzdelem javára ajánlotta fel. A dalnak francia nyelvű változata is létezik, a Trop lourd dans mon coeur, ami felkerült a kislemez egyes kiadásaira.

## Videóklip
A dal videóklipjét Ronald Vietz rendezésében 2004. november 26. és 29. közt forgatták Bukarestben. A klipben Anastacia próbababát alakít, aki szerelmes lesz egy férfi próbababába, betöri a kirakatüveget és odafut hozzá. Egymásba szeretnek, később azonban az üzlet csődbe megy és a próbababákat kidobják, majd elégetik. Fogják egymás kezét, miközben elolvadnak a tűzben. Más jelenetekben Anastacia egy sötét szobában énekel, teljesen feketébe öltözve, csak az arca és a keze látszik a sötétben. Körülötte üres székek, amik magányát jelképezik.

## Számlista
CD kislemez (Egyesült Királyság)
1. Heavy on My Heart – 4:27
2. Underground Army – 4:15
3. Trop Lourd dans Mon Coeur – 4:27
4. Special Thanks (Spoken Word) – 1:30

CD kislemez (Európa)
1. Heavy on My Heart – 4:27
2. Underground Army – 4:15

CD maxi kislemez (Európa, Ausztrália)
1. Heavy on My Heart – 4:27
2. Underground Army – 4:15
3. Trop Lourd dans Mon Coeur – 4:27
4. Special Thanks (Spoken Word) – 1:30
5. Heavy on My Heart (videóklip) – 4:27

## Helyezések
| Slágerlista (2005)             | Legmagasabb helyezés |
| ------------------------------ | -------------------- |
| Ausztrál kislemezlista         | 55                   |
| Belga kislemezlista (Flandria) | 2                    |
| Belga kislemezlista (Vallónia) | 5                    |
| Brit kislemezlista             | 21                   |
| European Hot 100 Singles       | 40                   |
| Holland Top 40                 | 16                   |
| Ír kislemezlista               | 32                   |
| Magyar kislemezlista           | 7                    |
| Német kislemezlista            | 29                   |
| Olasz kislemezlista            | 12                   |
| Osztrák kislemezlista          | 29                   |
| Spanyol kislemezlista          | 8                    |
| Svájci kislemezlista           | 35                   |